# Кіринське газоконденсатне родовище
Кіринське газоконденсатне родовище — одне з родовищ на шельфі острова Сахалін (Росія). Розташоване за 28 км від узбережжя. Належить до Сахалінської нафтогазоносної області Охотоморської нафтогазоносної провінції. Включене до перспективного проєкту Сахалін-3, оператором якого визначена державна компанія «Газпром».
Відкрите у 1992 році в районі з глибинами моря приблизно 90 метрів.
Станом на середину 2010-х років перебувало на етапі дорозвідки, в ході якої не підтверджуються прогнози на значні нафтові запаси (як у інших родовищ шельфу острова, на кшталт Чайво чи Одопту-море), проте сильно зросли запаси газу. Станом на 2016 рік за російською класифікаційною системою по категоріях С1+С2 останні становляють 163 млрд м³.
Передбачається, що тут вперше в Росії замість встановлення платформ буде застосована технологія підводних видобувних комплексів, продукція яких надходитиме на берегову установку підготовки в Ногликському районі. Звідти газ спрямують у газогін Сахалін-Хабаровськ-Владивосток.